# Decatopecten plica
Decatopecten plica is een tweekleppigensoort uit de familie Pectinidae. De wetenschappelijke naam werd in 1758 gepubliceerd door Carl Linnaeus in de tiende editie van Systema naturae. 

Rechter klep
Linker klep